# Taifun Haiyan

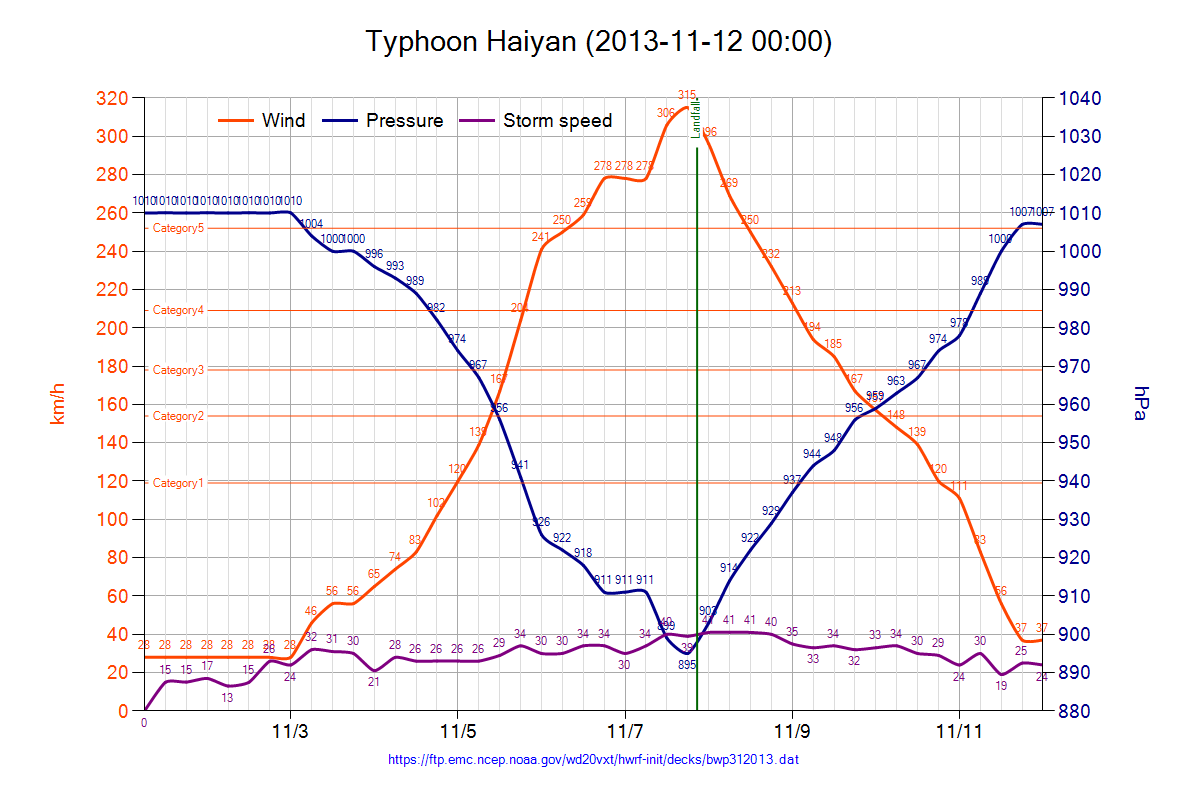

Taifun Haiyan (chinesisch 海燕 – „Sturmschwalbe“), internationale Bezeichnung 1330, auf den Philippinen Taifun Yolanda, war der 30. tropische Wirbelsturm und 13. Taifun der Pazifischen Taifunsaison 2013 und einer der stärksten tropischen Wirbelstürme, die seit Beginn verlässlicher Wetteraufzeichnungen beobachtet wurden. Haiyan verursachte große Schäden und führte zum Tod von mehr als 7300 Menschen. Am stärksten betroffen waren die Inseln der Visayas-Gruppe der zentralen Philippinen.

## Verlauf

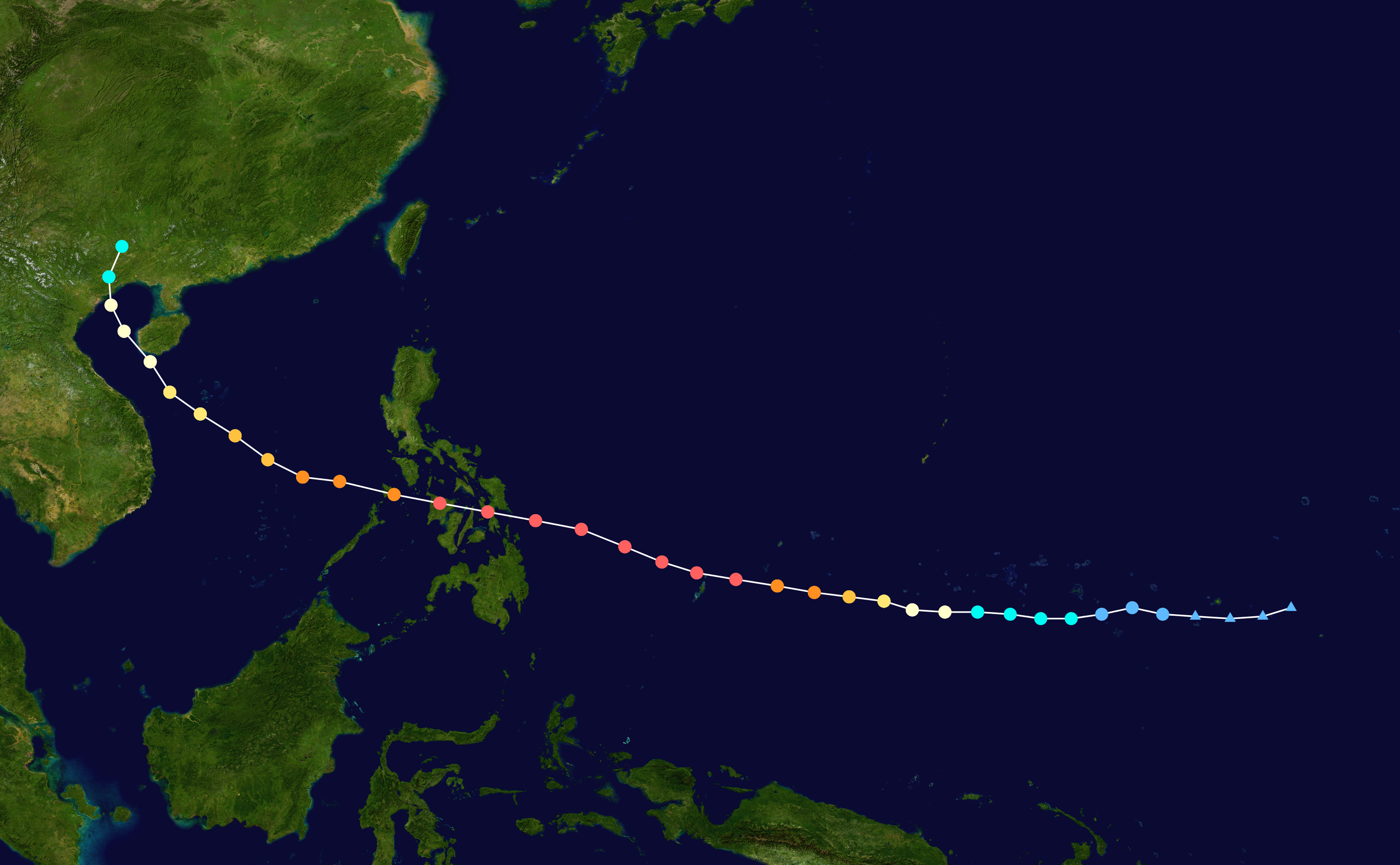
Zugbahn des Sturms

Der Taifun trifft auf Land (Radar-Aufnahme)

Am 2. November begann das Joint Typhoon Warning Center (JTWC) mit der Beobachtung eines ausgedehnten Tiefdruckgebietes etwa 425 km ostsüdöstlich von Pohnpei, einem der Bundesstaaten Mikronesiens. Das System wies unterbrochene Bandstrukturen und eine sich stetig konsolidierende atmosphärische Konvektion auf. Die Bedingungen in der Umgebung waren im Bereich der Zugbahn günstig für eine tropische Zyklogenese und die Wettermodelle sagten die Bildung eines gut-definierten tropischen Zyklones innerhalb von 72 Stunden voraus.
Früh am 3. November klassifizierte die Japan Meteorological Agency (JMA) das System als tropische Depression. Aufgrund des sich konsolidierenden bodennahen Zirkulationszentrums (LLCC) mit sich aufbauender tiefer Konvektion erklärte auch das JTWC das System als tropische Depression, kurz nach der Ausgabe eines Tropical Cyclone Formation Alert.
Die folgende Intensivierung veranlasste die JMA, das System um 0:00 Uhr UTC am 4. November zu einem tropischen Sturm hochzustufen und den Sturmnamen Haiyan zu vergeben. In der Zwischenzeit stufte auch das JTWC das System zum tropischen Sturm hoch, wobei das expansive System sich in einer Zone schwacher bis mäßiger vertikaler Windscherung stetig konsolidierte und entlang der südlichen Peripherie einer subtropischen Front westwärts wanderte.
Am nächsten Tag setzte eine rapide Intensivierung des Sturms ein, während sich eine deutlich erkennbare dichte Bewölkung mit einem Auge darin entwickelte. Aufgrund dieser Bildung eines Auges geht das JTWC davon aus, dass Haiyan am 5. November gegen 0:00 Uhr UTC den Status eines Taifuns erreicht hat. Die JMA nahm die Hochstufung 18 Stunden später vor. Zu diesem Zeitpunkt ging das JTWC davon aus, dass die einminütig andauernden Windgeschwindigkeiten etwa 195 km/h erreichten.
Der flächenmäßig relativ kleine Taifun, dessen Durchmesser nur etwa 110 km betrug, intensivierte sich auch am 6. November rapide. An diesem Tag bildete sich ein Stiftlochauge mit einem Durchmesser von 11 km, und die Ausströmung in der Höhe sowie ein tropischer Höhentrog in der oberen Troposphäre (TUTT) im Nordosten begünstigten die weitere Entwicklung. Intensive Schauertätigkeit entlang der südlichen Peripherie Haiyans floss ebenfalls in das System ein. Früh am 6. November ging das JTWC davon aus, dass Haiyan sich zu einem Supertaifun verstärkt hatte. An diesem Tag wies die Philippine Atmospheric, Geophysical and Astronomical Services Administration (PAGASA) dem Taifun den lokal geltenden Namen Yolanda zu, da dieser deren Verantwortungsbereich erreicht hatte. Die Intensivierung verlangsamte sich im Tagesverlauf etwas, doch schätzte das JTWC, dass Haiyan um 12 Uhr UTC die Kategorie 5 erreicht hat. Zu diesem Zeitpunkt zeigte der Taifun ein Auge mit einem Durchmesser von 15 km, das von einem Ring tiefer Konvektion umgeben war. Einige Stunden danach stieß das Auge des Taifuns auf der Insel Kayangel in Palau erstmals auf Land.
Gegen 12 Uhr UTC am 7. November erreichte Haiyan seinen Höhepunkt mit zehnminütig andauernden Windgeschwindigkeiten von 235 km/h und einem zentralen minimalen Luftdruck von 895 hPa. Sechs Stunden später schätzte das JTWC, dass die einminütig andauernden Windgeschwindigkeiten 315 km/h und die Böen des Taifuns bis zu 380 km/h erreichten. Der Taifun wies in dieser Phase einige charakteristische Merkmale eines annularen tropischen Wirbelsturms auf, obwohl ein stark ausgeprägter Streifen mit Konvektion an der Westseite des Systems erhalten blieb.
Gegen 19 Uhr UTC am 7. November überquerte das Zentrum des Taifuns die Küstenstadt Guiuan in der philippinischen Provinz Eastern Samar in der Phase der Spitzenintensität. Die Interaktion mit dem Land führte zu einem leichten Verfall der Struktur des Wirbelsturmes, doch blieb Haiyan ein außergewöhnlich kraftvoller Sturm, als dieser zwischen 20 und 21 Uhr UTC Tolosa (Leyte) auf Leyte traf. Die bergige Landschaft der Philippinen störte den bodennahen Zufluss und führte zu einer stetigen Abschwächung. Die Konvektion wurde etwas flacher und das Auge zog sich zusammen und wurde von Wolken gefüllt. Fünf weitere Male gelangte das Zentrum des Taifuns auf seinem Weg durch die Visayas über Land: über der Insel Bantayan, in den auf Cebu gelegenen Kommunen Daanbantayan und Bogo City sowie über den Inseln Panay und Busuanga. Haiyan gelangte spät am 8. November in das Südchinesische Meer. Der Kern des Sturmes wurde während des Zuges durch die Philippinen deutlich gestört, und nur ein Teil der Wand um das zerklüftete, wolkengefüllte Auge blieb intakt. Doch im Gegensatz zum Aussehen ging das JTWC davon aus, dass der Taifun zu diesem Zeitpunkt noch einminütige Windgeschwindigkeiten von 235 km/h erreichte. Die JMA schätzte die zehnminütigen Windgeschwindigkeiten auf 165 km/h.
Im weiteren Verlauf, bis zum 9. November, fand eine strukturelle Reorganisation des Systems statt und die Bandstrukturen wickelten sich eng um das sich wiederbildende Auge. Doch vor der Sturmfront verschlechterten sich die Bedingungen durch kühle, stabile Luft, die auf der westlichen Seite des Sturmes in die Zirkulation gelangte. Dadurch wurde die Konvektion im Zentrum flacher. Auf dem Weg über das Südchinesische Meer schlug Haiyan am späten 9. November einen stärker nordwestwärts gerichteten Weg ein und bewegte sich auch am 10. November am südwestlichen Rand der Subtropenfront, die zuvor für eine westlichere Strömung gesorgt hatte, in nordwestlicher Richtung. Am 10. November sorgte die Nähe zur Insel Hainan und zu Vietnam für weitere Abschwächung, während der Taifun durch den Golf von Tonkin zog. Vor Haiyans letztem Landfall im Norden von Vietnam, setzte eine rasche Abschwächung ein, und zunehmende Windscherung versetzte die Konvektion nördlich des Zirkulationszentrum. Gegen 21:00 Uhr UTC desselben Tages gelangte Haiyan in Haiphong als schwerer tropischer Sturm mit zehnminütig andauernden Windgeschwindigkeiten von 110 km/h auf das Festland. Über Land schlug Haiyan eine östlichere Zugbahn ein, weil die subtropische Westwindzone der primäre Steuerungsfaktor wurde. Um 12:00 Uhr UTC am 11. November hat sich Haiyan über dem chinesischen Autonomen Gebiet Guangxi zu einer tropischen Depression abgeschwächt.

## Vorbereitungen
Die Regierung Palaus ordnete eine verbindliche Evakuierung für Kayangel an, die allerdings von den meistern Bewohnern ignoriert wurde.
In Vietnam wurden am 9. November 2013 rund 600.000 Menschen aus vier besonders gefährdeten Gebieten in Sicherheit gebracht und auf Regierungsgebäude und Schulen in der Region Đồng Bằng Sông Hồng verteilt.

## Auswirkungen

### Mikronesien und Palau
Auf Kayangel in Palau beschädigte die Sturmflut mehrere Häuser, und Starkwind riss Bäume um. Trotz der Weigerung der Bewohner, den Evakuierungsanordnungen Folge zu leisten, kam es auf der Insel nicht zu tödlichen oder schwereren Verletzungen. Mit Hubschraubern wurden Hilfsgüter auf die Insel geschafft und die Schäden begutachtet. Auf Koror, Babeldaob und Kayangel unterbrach der Sturm die Versorgung mit Trinkwasser und elektrischen Strom. In Koror deckte der Wind, der bis zu 120 km/h erreichte, Hausdächer ab und riss Bäume und Versorgungsleitungen um. Ein Damm, der ein vor der Insel gelegenes Krankenhaus mit der Hauptinsel verband, musste kurzfristig gesperrt werden, weil die Sturmflut den Damm überflutete. Am Nordende von Babeldaob beschädigte der Sturm Schulgebäude und Wohnhäuser. Kayangel war während der Passage des Taifuns vollständig überflutet, und alle Behausungen wurden zerstört, wodurch 69 Inselbewohner obdachlos wurden.

### Philippinen

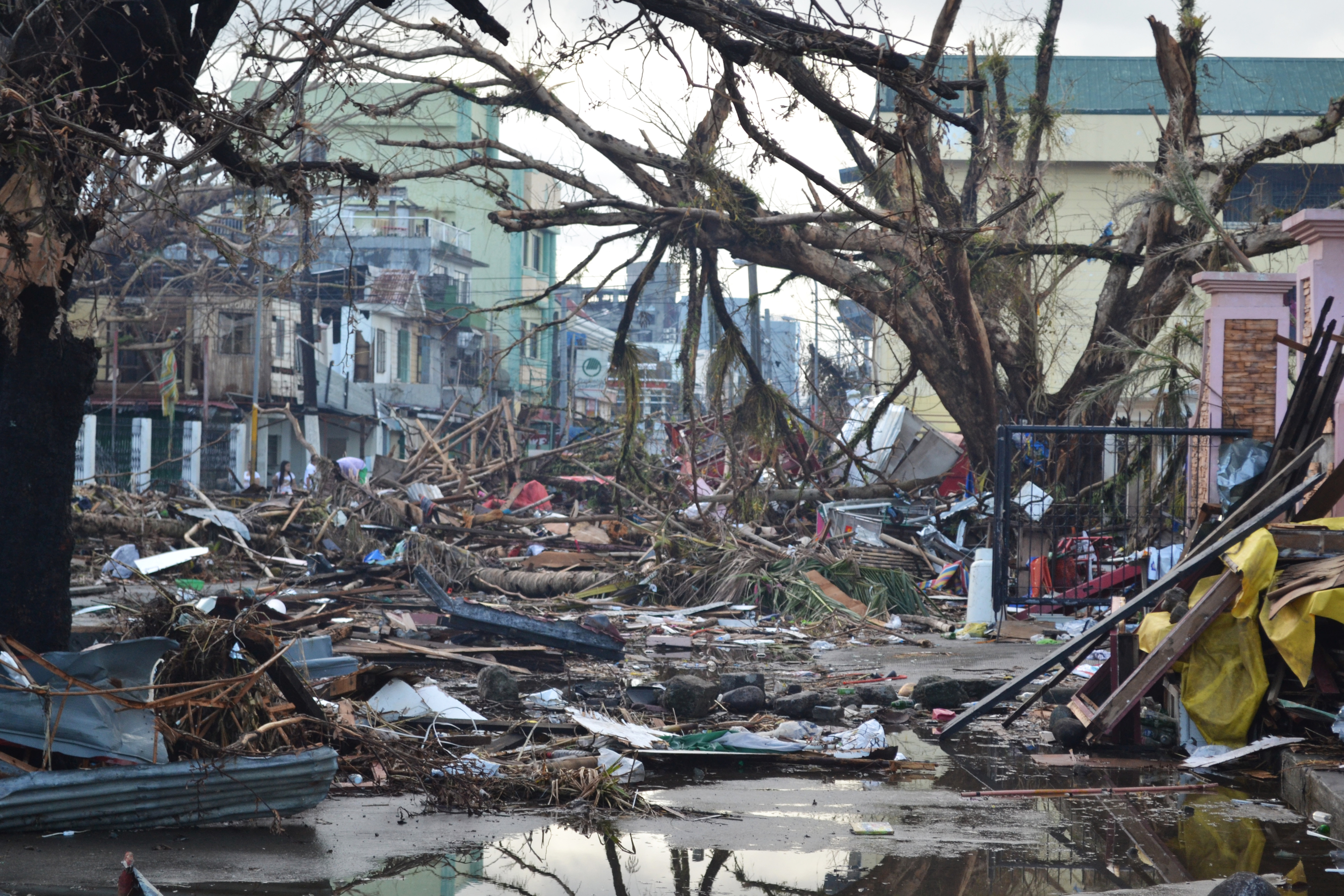
Zerstörungen in Tacloban City (14. November 2013)

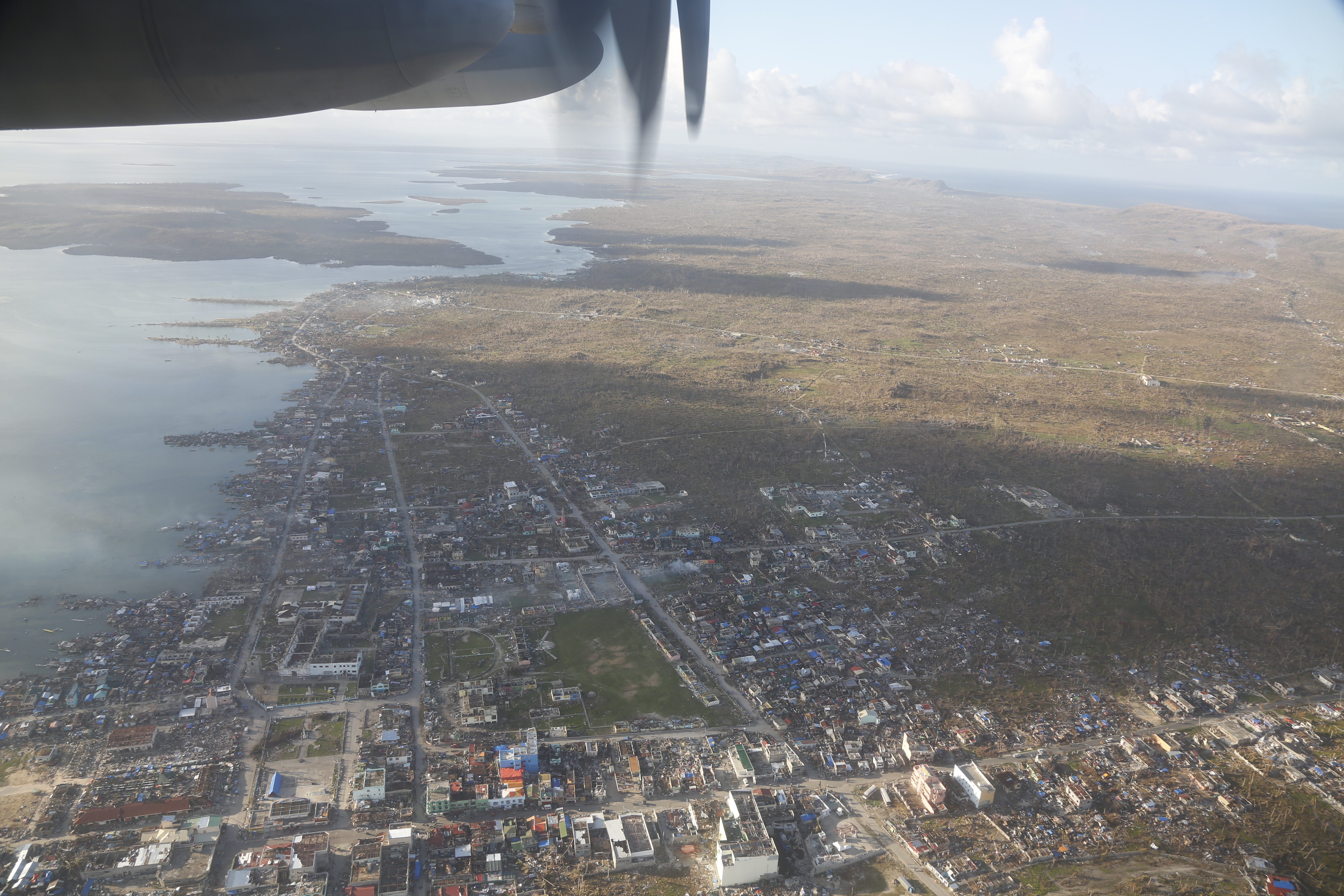
Blick auf das zerstörte Guiuan

Auf den Philippinen traf der Sturm auf die Inseln Leyte und Samar. Aus Tacloban City, Hauptstadt der Provinz Leyte, wurden zahlreiche Tote gemeldet. Der Flughafen Daniel Z. Romualdez Airport wurde stark beschädigt. Die Behörden schätzen die Anzahl der Toten in der Provinz Leyte auf rund 10.000. November 2014 werden von ortsansässigen Missionaren 6340 Tote auf den gesamten Philippinen berichtet.
Die Behörden gaben zudem bekannt, dass in den beiden Provinzen Leyte und Samar etwa 4,3 Millionen Menschen obdachlos seien und Hilfe benötigen. Im Katastrophengebiet kam es nach dem Abflauen des Sturms zu Plünderungen.
Internationale Hilfsmaßnahmen wurden eingeleitet. Die deutsche Bundesregierung stellte 500.000 Euro als Soforthilfe zur Verfügung. Viele Hilfsorganisationen, darunter die international tätigen Organisationen Ärzte ohne Grenzen und Misereor, haben zu Spenden aufgerufen. Google Inc. ermöglichte mit der Google Vermisstensuche die Suche nach vermissten Verwandten und Bekannten. Das Ausmaß der Verwüstung hat auch private Unterstützungsmaßnahmen ins Leben gerufen, um z. B. Kinder mit einem taifun-festen Rucksack als schwimmbaren Rettungsanker auszustatten.
Die Berichterstattung der Medien konzentrierte sich fast ausschließlich auf die Stadt Tacloban, weil Journalisten dort mit Militärflugzeugen hinfliegen konnten. Die Schäden in der Stadt Guiuan mit rund 50.000 Einwohnern, die als erste vom Taifun Haiyan getroffen und fast völlig dem Erdboden gleichgemacht wurde, wie Luftaufnahmen der philippinischen Armee zeigen, wurden von den Medien kaum beachtet.

### Vietnam und China
In Vietnam, in dessen Norden Haiyan zum tropischen Sturm abgeschwächt endgültig über Land zog, kam es zu Starkregen und Überflutungen. In den zentralen Provinzen des Landes starben durch die Auswirkungen im Bereich der äußeren Regenbänder des Sturms mindestens sechs Personen. In Sanya, Volksrepublik China, riss sich ein vor Anker liegendes Frachtschiff los, die sechsköpfige Besatzung wird seitdem vermisst. In der Gegend von Neu-Taipeh auf Taiwan wurden durch starken Seegang, den der Taifun Haiyan hervorrief, 26 Menschen auf das Meer hinausgespült; nur 18 von ihnen konnten gerettet werden.

## Extreme
Basierend auf Windwerten ist Haiyan der zweitstärkste tropische Wirbelsturm im nordwestlichen Pazifischen Ozean seit Beginn verlässlicher Aufzeichnungen, gemeinsam mit Taifun Bess der Taifunsaison 1982 und Taifun Megi der Taifunsaison 2010. Nur Taifun Tip der Taifunsaison 1979 erreichte höhere Windgeschwindigkeiten.
Nach der Methodik des Joint Typhoon Warning Centers ist gemessen an den einminütig andauernden Windgeschwindigkeiten Haiyan der viertstärkste aufgezeichnete Taifun, nach Taifun Ida (325 km/h) im Jahr 1958, Taifun Violet (335 km/h) im Jahr 1961 und Taifun Nancy (345 km/h) im Jahr 1961. Da allerdings die Windgeschwindigkeiten der Taifune in den 1950er und 1960er Jahren zu hoch angesetzt wurden, gilt Haiyan basierend auf einminütig andauernden Windgeschwindigkeiten als der bisher stärkste Taifun. Nach dem minimalen zentralen Luftdruck ist Haiyan mit 895 hPa der viertintensivste tropische Wirbelsturm im nordwestlichen Pazifik. Da der Taifun auch über Land kaum an Intensität verlor, ist er mit Windgeschwindigkeiten von 305 bis 315 km/h der stärkste tropische Wirbelsturm im Moment des Landfalls. Taifun Haiyan stellte damit den Rekord ein, den Hurrikan Camille 1969 in Mississippi gesetzt hatte.
Schätzungen, die mit der Dvorak-Technik auf Grundlage von Satellitenbildern während der Höhepunktsphase des Taifuns erstellt wurden, ergaben mit T#8.0 den Höchstwert auf der entsprechenden Skala; die Struktur des Sturms überstieg die Maximumintensität auf der Skala, weil „die Dvorak-Technik nicht berücksichtigt, dass ein so tief in die Wolkenobergrenze eingebettetes Auge so kalt ist wie ‚kaltes dunkelgrau‘“, stellte die Satellitenanalyseabteilung der US-amerikanischen National Oceanic and Atmospheric Administration (NOAA) fest. Einige der automatischen Wettermodelle rechneten mit dem Intensitätswert T#8.1, was die Obergrenze der Skala überschritt. Aufgrund der Satellitenbilder nahm die NOAA außerdem an, dass Haiyans minimaler Luftdruck zwischen 858 hPa und 884 hPa betrug.